# Indice di Laspeyres
L'indice di Laspeyres, dal nome dello statistico ed economista tedesco Étienne Laspeyres, è un indice utilizzato per misurare la variazione nei volumi o nei prezzi di determinati aggregati.
Contrariamente all'indice di Paasche, che utilizza come pesi i valori finali, quello di Laspeyres usa i pesi del periodo iniziale.
Resta uno degli indici più utilizzati in contabilità nazionale. Inoltre, assieme all'indice di Paasche, concorre alla formazione di un altro indice, l'indice di Fisher, utilizzato in molti paesi fuori l'Unione europea, tra cui USA e Canada.

## Indice dei volumi di Laspeyres
L'indice dei volumi di Laspeyres si calcola nel seguente modo:
(1) {\displaystyle L_{q}={\frac {\sum _{i}p_{i0}\ q_{it}}{\sum _{i}p_{i0}\ q_{i0}}}\times 100}
dove {\displaystyle \ p_{i0}} è il prezzo della merce i nell'anno base (0), {\displaystyle \ q_{i0}} è la quantità prodotta di i nello stesso periodo e {\displaystyle \ p_{it}} è il prezzo della merce al tempo t.
Una formulazione alternativa, derivata dalla precedente, è:
(2) {\displaystyle L_{q}=\sum _{i}v_{i0}{\frac {q_{it}}{q_{i0}}}\times 100}
dove {\displaystyle \ v_{i0}} è la quota del valore della produzione di i sulla produzione totale dell'anno base, ovvero:
{\displaystyle v_{i0}={\frac {p_{i0}\ q_{i0}}{\sum _{i}p_{i0}\ q_{i0}}}}
Dalla formulazione (2) emerge che l'indice di Laspeyres risulta essere una media ponderata degli indici delle quantità dei singoli beni, con pesi di ponderazione costituiti dalla quota del bene sul totale del valore della produzione nell'anno base.
Una delle proprietà di cui gode questo indice è il fatto di non risentire del livello di aggregazione. Così, ad esempio, il calcolo dell'indice per l'intera produzione risulta uguale alla somma degli indici calcolati per le sue componenti, comunque aggregate.
Tuttavia, l'utilizzo come pesi dei prezzi dell'anno base comporta una serie di svantaggi.
Innanzitutto la difficoltà di attribuire un prezzo a beni che nell'anno base non esistevano ancora. Si pensi ad esempio alla difficoltà che si avrebbe, scegliendo come base il 1985, ad attribuire un prezzo ai telefoni cellulari.
La difficoltà di tenere conto dei miglioramenti qualitativi. Così, ad esempio, se anche la produzione di computer rimanesse, da un anno all'altro, invariata in termini di unità, attribuire lo stesso prezzo alle due produzioni non terrebbe in adeguato conto il fatto che le prestazioni potrebbero aver subito un netto miglioramento. La velocità di calcolo e la capacità di archiviare dati di un portatile odierno è di molto superiore a quelli di un portatile di tre o quattro anni fa. Per ovviare in parte a questo difetto vengono costruiti appositi indici di prezzo edonistico (hedonic price indexes) con cui modificare il prezzo base per tenere conto delle modifiche qualitative.
A causa di questi difetti, con l'utilizzo dell'indice di Laspeyres la sottostima dell'aumento reale della produzione tende a crescere al crescere della distanza temporale fra anno base e anno corrente.

## Indice dei prezzi di Laspeyres
L'indice dei prezzi di Laspeyres è utilizzato per il calcolo delle variazioni nel livello generale dei prezzi.
Qui ciò che interessa è misurare i cambiamenti avvenuti nei prezzi rispetto all'anno preso come base ed i pesi sono costituiti dalle quantità dell'anno base.
Si calcola come:
{\displaystyle L_{P}={\frac {\sum _{i}p_{it}\ q_{i0}}{\sum _{i}p_{i0}\ q_{i0}}}\times 100=\sum _{i}v_{i0}{\frac {p_{it}}{p_{i0}}}\times 100}
L'indice dei prezzi di Laspeyres è utilizzato nel calcolo dell'Indice dei prezzi al consumo (IPC), sulla base del quale viene stimato il tasso di inflazione.
L'utilizzo dell'indice di Laspeyres nel calcolo dell'inflazione tende a sovrastimarla.
Tale sovrastima deriva, da un lato, dal fatto che il paniere di riferimento è implicitamente supposto costante. Da questo deriva la mancata considerazione degli effetti di sostituzione che possono registrarsi nel paniere. In altre parole, se si assume che le persone consumino la stessa composizione di beni nonostante il prezzo degli stessi vari, non si può tenere conto del fatto che le persone tendono a sostituire i beni che diventano relativamente più costosi con quelli più economici.
Dall'altro lato, non si tiene conto del fatto che l'eventuale aumento di prezzo osservato può derivare non da un incremento del livello generale dei prezzi, ma da un miglioramento qualitativo del bene. Nel tentativo di rimediare parzialmente a tale limite a volte si costruiscono indici di prezzo edonistico che tengono conto del miglioramento qualitativo in termini di servizi forniti al consumatore finale del bene.

## Anno base e "ribasamento"
Poiché l'indice di Laspeyres non gode della proprietà di circolarità (o transitività), la modifica dell'anno base modifica i valori dell'indice.
Da questo deriva la necessità di rivedere all'indietro le serie storiche dell'indice ogni volta che avviene il cambiamento dell'anno scelto come base (cosiddetto ribasamento).
Va inoltre avvertito che, in accordo con gli standard che stanno emergendo sia all'interno dell'Unione europea che a livello internazionale, si tende sempre di più a modificare annualmente l'anno base e a costruire indici a catena.